# Vooruit
El Vooruit es un complejo histórico en la ciudad belga de Gante. Vooruit fue originalmente el centro de festivales y el arte del movimiento obrero con sede en Gante, con un salón de baile, un cine, un teatro, etc En la actualidad se utiliza principalmente para conciertos y otros eventos culturales. Vooruit fue diseñado por Ferdinand Dierkens y construido entre 1911 y 1914 y se convirtió en un símbolo del movimiento socialista en el período de entreguerras.